# Кларк, Лаура
Лаура Мэри Кларк (англ. Laura Mary Clarke; род. 3 июня 1978) — британский дипломат. Верховный комиссар Великобритании в Новой Зеландии и губернатор Питкэрна с 2018 по 2022 год.

## Биография
Изучала современные языки в Кембриджском университете и международные отношения в Лондонской школе экономики и политических наук.
В январе 2018 года Лаура Кларк приступила к исполнению своих обязанностей Верховного комиссара Великобритании в Новой Зеландии и губернатора Питкэрна. Ранее она занимала должность координатора правительства Великобритании по Индии и главы департамента Южной Азии в Форин-офисе. Находясь на этих должностях, она считалась одним из самых влиятельных людей в британо-индийских отношениях. Другие роли включали советника по политическим вопросам в Претории (ЮАР), руководителя аппарата министра по делам Европы, а также роли в министерстве юстиции, британском парламенте и Европейской комиссии.
С марта 2018 по декабрь 2019 года Лаура Кларк работала верховным комиссаром Великобритании в Самоа, когда правительство Великобритании учредило Высшую комиссию-резидент в Самоа.
Находясь на посту Верховного комиссара Великобритании в Новой Зеландии, Кларк сделала упор на укрепление отношений с маори. В ноябре 2018 года Верховная комиссия Великобритании наняла своего первого советника по маори, а также преподавателя языка специально для Лауры. В октябре 2019 года от имени британского правительства она выразила соболезнования по поводу убийства 9 маори во время первых столкновений с экипажем «Усилия Джеймса Кука».
В июле 2020 года Кларк вместе с премьер-министром Новой Зеландии Джасиндой Ардерн и министром торговли Новой Зеландии Дэвидом Паркером начала переговоры по соглашению о свободной торговле между Великобританией и Новой Зеландией.
Кларк ведёт подкаст Британской Высшей комиссии «Чай с Высшей комиссией» (англ. Tea with the High Commission), в котором принимают участие сама Джасинда Ардерн, актёр Сэм Нилл и комик Эдди Иззард.
На должности губернатора Островов Питкэрн Лаура Кларк осуществляла надзор за управлением и экономической поддержкой островов. Вместе с мужем она сняла фильм о своём первом визите на острова.
В новогодних наградах 2021 года назначена кавалером Ордена Британской империи за заслуги перед британской внешней политикой.
С июля 2022 года — генеральный директор компании ClientEarth.

## Личная жизнь
Замужем за новозеландцем Тоби Фишером, адвокатом по правам человека. У пары трое детей.